# シャーン・エドワーズ
シャーン・エドワーズ（Sian Edwards, 1959年8月27日 - ）は、イギリスの指揮者。
ウェスト・サセックスのウェスト・チルティントンの生まれ。７歳からピアノ、11歳からホルンをはじめ、王立ノーザン音楽院でホルンを専攻した。王立ノーザン音楽院を卒業後、チャールズ・グローヴズとノーマン・デル・マーに指揮法を学び、オランダでネーメ・ヤルヴィの薫陶を受けた。また、レニングラード音楽院に留学してイリヤ・ムーシンに指揮法を師事した。1984年にリーズ国際指揮者コンクールで優勝を果たし、1986年にスコットランド・オペラでクルト・ワイルの『マハゴニー市の興亡』を指揮してオペラ指揮者としてデビューを飾った。1993年から1995年までイングリッシュ・ナショナル・オペラの音楽監督を務めた。